# De tijdspiraal
De tijdspiraal (1981) is het elfde album uit de reeks Yoko Tsuno door Roger Leloup.

## Verhaal
Yoko spendeert tijd bij haar neef in Borneo (Indonesië), samen met Paul en Ben. Ze bezoekt de ruïnes van een oude tempel. Plotseling ziet ze twee mannen iets neerzetten op een plein naast de tempel en een vreemde machine verschijnt uit het niets. Uit de machine komt een tienermeisje. Als het kind door de mannen wordt aangevallen grijpt Yoko in, maar het meisje wordt neergeschoten. Yoko wil de schutter overmeesteren, maar na een val verdwijnt hij in een waas van licht. Yoko helpt het meisje, dat over een verbazingwekkend medisch systeem beschikt. Monya blijkt uit de 39e eeuw te komen, als laatste mens. Haar vader, een wetenschapper, had een tijdreismachine gebouwd maar overleed voortijdig. Het is Monya's taak om de uitvinding die de aarde zal vernietigen, de contractiebom, niet te laten plaatsvinden. 
De uitvinder, Webbs, werkt op een basis op de Drakenberg, op Sulawesi. Yoko en Monya spreken er met Webbs en krijgen een deeltjesversneller te zien. Yoko ontdekt Japanse inscripties, aangebracht op bevel van haar oom Toshio Ishida, kolonel in het Keizerlijke Leger. Met behulp van Monya reist ze terug in de tijd, naar 1943, om haar oom te bezoeken en te ontdekken waarom de inscripties waren aangebracht. Er blijkt een buitenaards wezen te leven, dat leeft van antimaterie. Yoko weet te vluchten naar haar eigen tijd, waar Ben en Webbs opgesloten zitten in het laboratorium. Het wezen wil iedereen vernietigen, maar Webbs had het al vergiftigd. Toch weet het Webbs nog te doden, voordat het zelf implodeert. Monya, Ben en Yoko vluchten naar de helikopter, grijpen Paul en weten op tijd op te stijgen voordat de hele berg implodeert. Terug in Borneo bij Yoko's neef controleert Monya wat de toekomst brengt. De vernietiging van de aarde vindt niet plaats. Monya krijgt het aanbod van Yoko's neef om bij hem en zijn vrouw te komen wonen, wat ze accepteert en daarmee dus Yoko's nichtje wordt.